# Agencia de Noticias Nueva Colombia

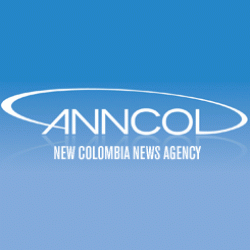
Logo der kolumbianischen Nachrichtenagentur ANNCOL

Die Agencia de Noticias Nueva Colombia (ANNCOL) ist eine nichtkommerzielle Nachrichtenagentur, die von lateinamerikanischen und europäischen Journalisten betrieben wird. ANNCOL beabsichtigt nicht, neutral zu sein, und sieht seine Rolle in der Publikation von „Interviews und Pressemeldungen der wichtigsten Sektoren der demokratischen und progressiven Bewegung in Kolumbien; dazu zählen Gewerkschaften, Menschenrechtsorganisationen und allerdings der bewaffnete Widerstand.“
ANNCOL wurde 1996 in Stockholm gegründet. Im Jahre 2002 übernahm der dänische, 2008 verstorbene Journalist Leif Larsen die Ehrenpräsidentschaft des aus fünf Mitgliedern bestehenden Redaktionsausschusses. Larsen war seit 1992 Ehrenmitglied des dänischen Journalistenverbandes und war Mitglied der Widerstandsbewegung während der Besetzung seines Landes durch die Nazis in den Jahren 1940 bis 1945 sowie langjähriges Mitglied der Kommunistischen Partei Dänemarks. Der Agentur wird von den kolumbianischen Behörden vorgeworfen, ein Sprachrohr der Guerillaorganisation FARC zu sein. Nachdem die kolumbianischen Behörden Schweden darum baten, die Agentur zum Schweigen zu bringen, verlegte ANNCOL seinen Sitz im Jahr 2003 nach Dänemark.
ANNCOL ist assoziiertes Mitglied der Federación Latinoamericana de Periodistas (FELAP). ANNCOL machte selber keine Angaben zu seiner Organisationsform und zu deren Finanzierung; kolumbianischen Quellen zufolge soll ANNCOL jedoch direkte Kontakte zu der FARC gehabt haben und auch von der FARC finanziert worden sein.
Im April 2011 wurde Joaquín Pérez Becerra, ein führender Mitarbeiter von ANNCOL, bei seiner Einreise in Venezuela festgenommen und anschließend nach Kolumbien ausgeliefert, wo er wegen Verschwörung zur Terrorismusfinanzierung und Bewirtschaftung der Ressourcen im Zusammenhang mit terroristischen Aktivitäten, gesucht wurde; die Anklage basierte aus den E-Mail Verkehr der sichergestellten Daten aus dem Computer des FARC Führers Raul Reyes, die eine Finanzierung von ANNCOL durch die FARC belegt haben sollen. Daraufhin wurde der Internet-Seite von Anncol suspendiert.